# Rhododendron osuzuyamense
Rhododendron osuzuyamense är en ljungväxtart som beskrevs av T. Yamazaki. Rhododendron osuzuyamense ingår i släktet rododendron, och familjen ljungväxter. Inga underarter finns listade i Catalogue of Life.